# Hypoprothrombinémie

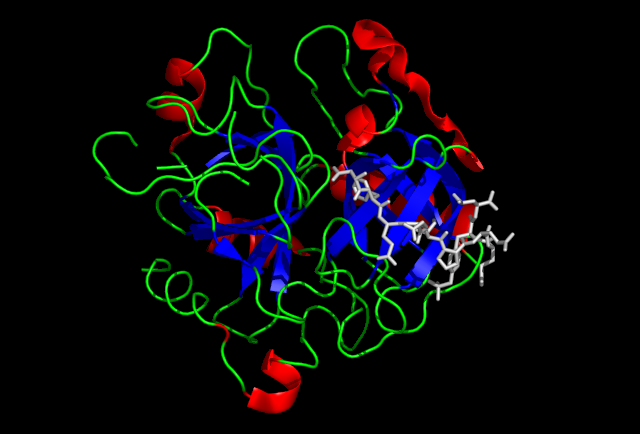
Structure cristalline de la thrombine avec un inhibiteur.

L'hypoprothrombinémie est l'insuffisance de prothrombine dans le plasma. Elle est rencontrée lors des ictères choléstasiques extrahépatiques, où on aura un test de Koller positif.
Elle corrigée par l'administration parentérale de la vitamine K.